# Borbála
Borbála est un prénom hongrois féminin.

## Étymologie
Borbála est un nom issu du grec barbaros qui signifie « celui qui ne parle pas le grec » et par extension, « étranger », et qui fut repris en latin sous la forme Barbara puis en hongrois sous cette forme utilisée en Hongrie, en Roumanie en Slovaquie et en Serbie, principaux pays où se trouvent des magyarophones.

## Équivalents
- Barbe, Barbara

## Personnalités portant ce prénom
- Szent Borbála est le nom donné à sainte Barbe en Hongrie.
- Borbála Brandenburgi est le nom hongrois de Barbara de Brandebourg (1464-1515), épouse de Vladislas Jagellon, roi de Bohème et de Hongrie
- Borbála Nádasdy (en) (née en 1939) est une professeur de danse et une écrivaine hongroise[2].
- Borbála Dobozy (nl) (née en 1955) est une claveciniste hongroise, lauréate du concours international de clavecin de Bruges (Belgique) en 1983[3].